# Microgenys minuta
Microgenys minuta är en fiskart som beskrevs av Eigenmann, 1913. Microgenys minuta ingår i släktet Microgenys och familjen Characidae. Inga underarter finns listade i Catalogue of Life.